# Fundacja Instytut Rozwoju Regionalnego
Fundacja Instytut Rozwoju Regionalnego (FIRR) – polska fundacja z siedzibą w Krakowie, której głównym celem jest wspieranie osób z niepełnosprawnościami (szczególnie z dysfunkcją wzroku) w Polsce, działająca od 26 sierpnia 2003 r. Od 2007 r. posiada status organizacji pożytku publicznego.

## Misja Fundacji Instytut Rozwoju Regionalnego
Podstawową misją Fundacji jest zapewnienie osobom z niepełnosprawnościami równych praw i samodzielności, a także niezależnego życia bez zewnętrznej pomocy, poprzez:
- wprowadzanie zmian legislacyjnych,
- wsparcie szkoleniowe i doradcze,
- propagowanie pełnego udziału w społeczeństwie, w tym włączającą edukację,
- promowanie użycia najnowszych technologii, które mogą zastąpić oczy czy ręce,
- upowszechnianie wiedzy o niepełnosprawności,
- prowadzenie tematycznego czasopisma “Tyfloświat”[1], oraz portalu i radia internetowego “Tyflopodcast”[2],
- współpracę z Parlamentem, urzędami centralnymi, samorządami, uczelniami i pracodawcami, a także z podmiotami zagranicznymi w ramach licznych projektów ponadnarodowych.

Misją FIRR jest również pozyskanie jak największej liczby instytucji, organizacji i osób, które będą wyczulone na przejawy dyskryminacji. Podstawą dla jej wyeliminowania jest zaangażowanie zróżnicowanych środowisk: lokalnych, krajowych oraz międzynarodowych, w dużym stopniu kształtujących jakość życia społeczeństwa, a także stworzenie forum wymiany myśli oraz doświadczeń, związanych z dostępnością otoczenia.

## Działania Fundacji Instytut Rozwoju Regionalnego
Fundacja Instytut Rozwoju Regionalnego posiada szerokie doświadczenie w kooperacji z wieloma partnerami krajowymi oraz zagranicznymi. Fundacja pełni rolę zarówno lidera, jak i partnera w wielu projektach krajowych oraz w projektach międzynarodowych, m.in. dotyczących aktywizacji zawodowej oraz społecznej osób z niepełnosprawnościami, a także związanych z dostępnością szkół i uczelni wyższych oraz z dostępnością cyfrową, architektoniczną i komunikacyjną. Ponadto FIRR aktywnie działa na rzecz wspierania społeczności lokalnych.
Ponadto Fundacja Instytut Rozwoju Regionalnego aktywnie działa na rzecz dostępności administracji samorządowej i administracji rządowej, poprzez realizację m.in. takich projektów jak “Dostępny samorząd 2.0”.
Fundacja Instytut Rozwoju Regionalnego jest również organizatorem wielu wydarzeń cyklicznych. Nieprzerwanie od 2007 roku organizuje konferencję “Pełno(s)prawny Student”, zogniskowaną wokół dostępności uczelni wyższych.
W 2023 roku FIRR obchodził dwudziestolecie działalności.

## Publikacje Fundacji Instytut Rozwoju Regionalnego
FIRR jest również autorem licznych publikacji oraz opracowań. Dotyczą one m.in. dostępności oraz wczesnego wspomagania. Fundacja opublikowała także poradniki dla wyższych uczelni, w tym wskazówki dla osób prowadzących zajęcia dydaktyczne ze studentami z niepełnosprawnością mowy/słuchu/wzroku, i wyniki badań, dotyczące studentów z niepełnosprawnościami oraz dostępności uczelni. Pozostałe publikacje Fundacji Instytut Rozwoju Regionalnego dotyczą m.in. dobrych praktyk samorządów w zakresie zatrudniania osób z niepełnosprawnościami w sektorze publicznym, Konwencji o prawach osób niepełnosprawnych ONZ czy kształcenia ustawicznego. Na szczególną uwagę zasługują publikacje “ZAKOchany po uszy, czyli jak Pies Przewodnik zmienił moje życie”, “Innowacje społeczne dla dostępności” oraz “Aplikacje mobilne przydatne w orientacji przestrzennej i mobilności osób z niepełnosprawnościami wzroku”.

## Newsletter Fundacji Instytut Rozwoju Regionalnego
Od lutego 2024 Fundacja Instytut Rozwoju Regionalnego prowadzi wysyłkę newslettera “FIRRowe Wieści”. W biuletynie znajdują się m.in. informacje dotyczące najnowszych projektów i inicjatyw FIRR-u, nadchodzących wydarzeń, konferencji oraz warsztatów, organizowanych przez Fundację, możliwości współpracy i zaangażowania w działania FIRR, ciekawostek, związanych z działaniami Fundacji.